# ブローニング・オート5
ブローニング・オートマチック5（Browning Automatic 5）あるいはオート5（Auto-5）、A-5は、ジョン・ブローニングが設計した反動利用式の半自動散弾銃である。
オート5は、最初に成功した半自動散弾銃であり、生産は1998年まで続けられた。その名称は、装弾数が5発である事に由来する。

## 歴史

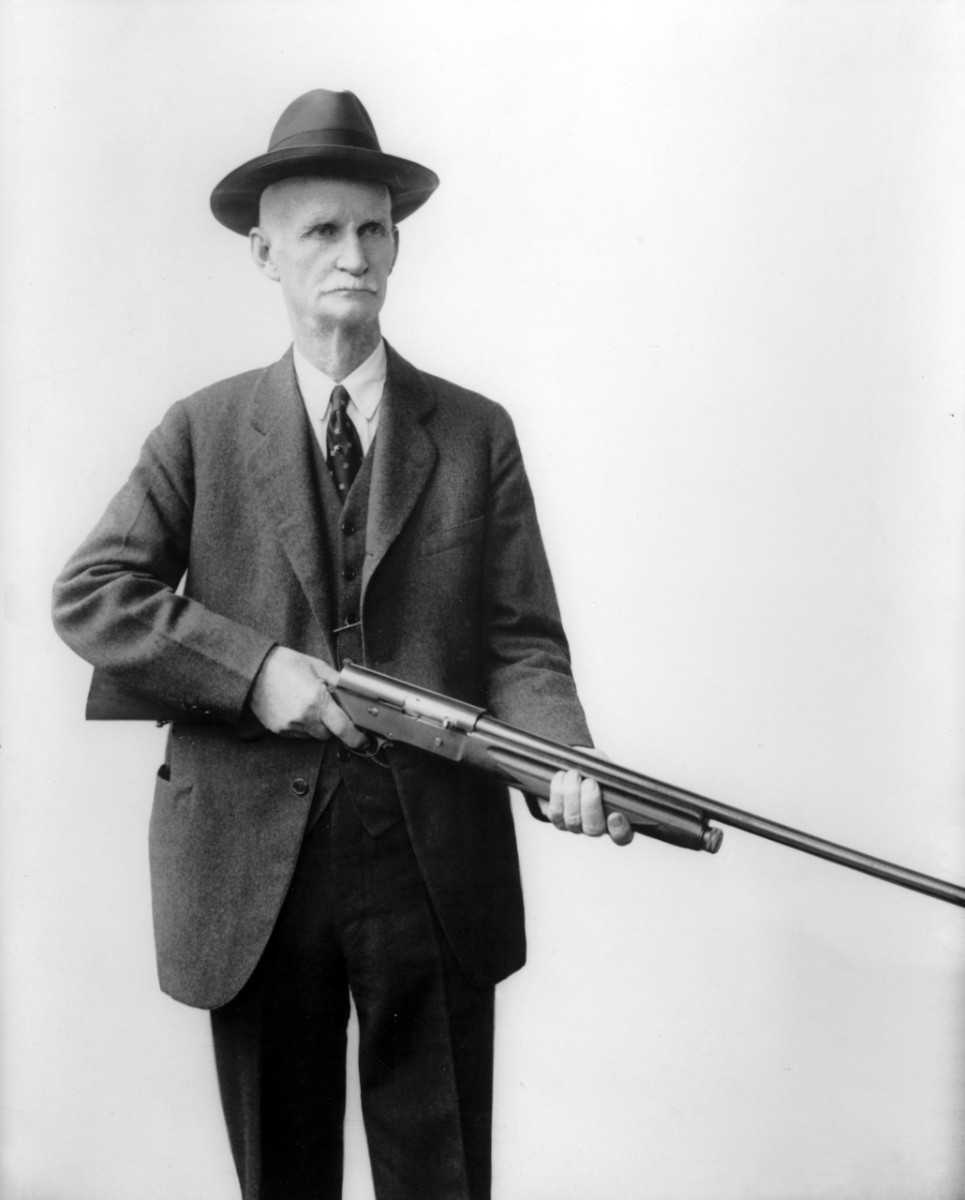
オート5を手にするジョン・ブローニング（1900年頃）

オート5は、最初に大量生産された半自動散弾銃である。1898年にジョン・ブローニング技師が設計し、1900年には特許が取得された。そして、1998年までほぼ100年間にわたって生産が続けられた。特徴的な機関部後端の形状から、ハンプバック（Humpback, 「せむし」の意）という愛称があった。オート5は、12ゲージおよび20ゲージ型が広く知られているが、16ゲージ型も存在する。ただし、1976年-1987年にかけて16ゲージ型の生産は中断している。軍用としては第一次世界大戦で初めて投入され、以後ベトナム戦争初期まで現役で使用され続けていた。
オート5の登場当時、日本(大日本帝国)は明治時代であり、川口屋林銃砲火薬店(KFC)などの銃砲商の手により国内輸入が行われた。しかし、当時輸入されたオート5の多くが富裕層向けのグレード5や6であり、12ゲージの村田式猟銃が1挺20円程度であった時代に、オート5はその10倍以上の200円台の価格が設定されており、庶民には高嶺の花であった。なお、明治時代末の1円は2010年代現在の1円の約3800倍の価値であり、村田式猟銃は技術労働者の月収、オート5は年収に相当する価格である。それでもオート5の価格は250円から500円以上の価格が設定された英国製水平二連に比べれば「安い方」であった。戦後になり、米国製やイタリア製のガスオートや国内製の反動利用式オートが競合商品として台頭してくるとオート5の輸入価格も低廉になっていき、ライセンス生産品である後述のKFCオートでは1挺約11万円と、一般的な給与所得者の月収程度の価格に落ち着き、日本国内で半自動式散弾銃の最大装填数制限が始まる1971年(昭和46年)までは、自動5連銃の普及品としての地位を確かなものとしていた。
オート5の登場から約15年後の1918年、米国では渡り鳥条約に基づく1918年連邦渡り鳥条約法が成立し、日当たりの最大捕獲数の制限を定めると共に「水鳥猟で用いる狩猟銃の最大装填数を3発まで」と規定した。この連邦法が全米各州で州法として実際の効力を持ち始め、後述のサベージ モデル745やブローニング・ダブルオートなどの「短い弾倉しか持たない半自動式散弾銃」の登場が促されるようになるのは合衆国魚類野生生物局(FWS)が発足する1940年以降であるが、ジョン・ブローニングは連邦法に従い1920年代より弾倉内にマガジンリミッターと呼ばれる栓を挿入してオート5の出荷を行うようになった。同法の成立以後、米国の銃器メーカーは上下や水平二連などの元折式二連銃の開発に力を入れるようになるが、米国の狩猟者の多くは同法制定以後もオート5やウィンチェスターM1912を従来通り選択し続け、特に銃の軽量さが求められる陸鳥猟を除いては、二連式散弾銃がオート5の地位を脅かす事は無かった。
オート5は最新の狩猟者のトレンドや新たな法規制には追従出来ていない面は否めず、かつては水鳥猟と並んで大きなシェアを占めていた七面鳥猟では、七面鳥の待ち撃ちに適した総迷彩仕上げが選択できず、鉛中毒の抑制に対応した軟鉄製散弾を射撃するには、純正装着のベルギー製銃身を日本製銃身に交換する必要があるなどの不便はあるが、中古銃が大量に存在する為に北米では2010年代現在でも入門者向け狩猟銃として一定の地位を占め続けている。

### 生産
ジョン・ブローニングは、自らの最高の成果とも称された反動利用式半自動散弾銃の設計を、かねてから設計を提供してきたウィンチェスター社へと提案した。しかし、ウィンチェスター側が契約内容の一部を拒否したため、ブローニングは同じ設計をレミントン社へと提案した。ところが、ブローニングが提案を行った直後にレミントン社の社長が心臓発作で急死してしまったため、契約は白紙に戻ってしまう。ブローニングはこの散弾銃を製造するべく海外へと目を向け、かねてからブローニングが設計した拳銃を製造していたFN社による製造が1902年から開始された。それから3年後の1905年-1948年にかけてレミントン社もモデル11としてライセンス生産を行っている。モデル11は、アメリカ国内で初めて生産された半自動散弾銃となった。さらに、サベージ・アームズもブローニングからのライセンスを得て、1930年-1949年にかけてモデル720として生産を行い、また、1941年-1949年まで合金製レシーバーと2発弾倉を備えるモデル745の生産を行った。ブローニングが考案した反動利用式の設計そのものは、その後もレミントン（M11-48）やサベージ（モデル755・775）、フランキ（AL-48）など各社の製品で使用された。
昭和30年代には日本のシンガー日鋼でもKFC パインオートとしてオート5のライセンス生産が行われ、ミロクの元折式二連散弾銃と共に川口屋林銃砲店の販売網で販売されていた。KFCパインオートは米国にもダイワ オート500や、ハーターズ SL18の名称でOEM供給されていた。一方、シンガーと同じくKFCの傘下にて元折式散弾銃をOEM製造していたミロクは、大阪に子会社の山本銃砲製作所(現・南国ミロク部品加工工場)を設立。シンガーとは別に1963年から1972年に掛けてヤマモト オートポインターを製造し、チャールズ・デイリー・ファイアーアームズなどを通じて海外輸出を行っていた。
これらのオート5のOEM製造品やデッドコピー品は、オート5との部品の互換性が必ずしも完全とはいえないため、維持補修に際しては注意が必要とされている。また、海外の資料ではシンガー日鋼をニッコー・アームズを展開した晃電社と混同している例や、シンガー日鋼と山本銃砲製作所を混同している例が散見される事にも留意する必要がある。
ベルギーにおけるオート5の生産は第二次世界大戦開戦前夜まで続き、以後はアメリカのレミントンによる生産が主となる。FNによる生産が再開されるまで、オート5はモデル11としてレミントンで生産され続けた。レミントン社のモデル11は、1947年の生産終了までにおよそ850,000丁以上生産されたという。また、レミントンでは1930年よりモデル11をベースにマガジン・カットオフを省き、1918年渡り鳥条約法に適合した2発弾倉を備えた狩猟用自動3連銃を、レミントン・ザ・スポーツマンの名称で、大戦中を通して1948年まで製造した。1946年から1951年に掛けては、モデル11と平行してオート5そのものの生産も行っており、この時期のオート5はアメリカン・ブローニングとも呼ばれている。
オート5は第二次世界大戦中から戦後に掛けて、主に連合国側で様々な形で戦闘用散弾銃として用いられた。イギリス陸軍はマレー半島やボルネオで活動する特殊空挺部隊(SAS)隊員向けに、ブローニング・L32A1の名称でオート5を配備し、イギリス連邦加盟国がマラヤ紛争や、ローデシア紛争などでジャングル戦闘用に制圧力の高い武器として使用していた。アメリカ空軍は爆撃機等に搭乗する航空機銃手の訓練用器材の一つとして、特別な改装を施したオート5やレミントン M11を利用した。米軍はまた、対空機銃手の日常訓練としてスポーツとして行われるものよりも遙かに高速で飛翔するよう設定されたクレー射撃を奨励し、こうした射撃訓練の為にカッツ・コンペンセイターとレミントン特製のリコイル・パッドを取り付けたオート5を支給した。FNハースタルは警察向けのライアット・ガン(暴徒用散弾銃)として、8連弾倉を備えたオート5を製造し、レミントンも警察向け短銃身モデルのM11を製造した。大日本帝国でも大東亜戦争末期には、連合艦隊の壊滅で組織的な海上行動がほぼ不可能となった海軍によって市井の散弾銃16万挺余りが供出させられ、サイパンの戦いなどで海軍陸戦隊守備兵に配備されたといわれているが、KFC元社員の松倉幹男によると、徴発された16万挺のうち、5万挺が自動散弾銃であったとされている為、これらの多くはオート5であったとみられる。
オート5は1952年にはFNでの生産が再開され、1975年からは日本のミロク製作所による生産数が最多となる。1998年には全工場での生産が中止され、1999年にFNが製造した記念モデルが最後のオート5となった。現在までに、オート5はレミントンM1100に次いで、アメリカで2番目によく売れた自動式散弾銃としてその名を知られる。
米国のアウトドア誌「フィールド・アンド・ストリーム」が2007年に選出した「The 50 Best Shotguns Ever Made(今までに製造された散弾銃のベスト50)」では、オート5は6位に選出されている。これはレミントンM870(2位)、ブローニング・スーパーポーズド(3位)、レミントンM1100(5位)よりは低い順位であるが、同記事を執筆したフィル・バージャイリーは「散弾銃においてオート5が確立したロングリコイル方式を完全に代替する作動形式は、レミントンM1100まで約50年間登場しなかったこと」「(フィル自身の経験上)オート5が致命的な作動不良を起こしたのは、雨が雪に変化する寒冷下において、雨で濡れた機関部が凍結した時だけであったこと」といった信頼性の高さを評価しており、「オート5は20世紀の大部分に渡り、北米で水鳥猟を行うハンター(ウォーターフォーラー)の間においては不動の名声を誇った」と記述していた。
ブローニング・アームズはオート5の後に幾つかの半自動式散弾銃を設計し、FNやミロクに製造を行わせたが、オート5を凌ぐ人気を獲得するには至らず、結局2014年になってオート5の直接の後継モデルとして、ブローニング・A5と呼ばれる新型の反動利用式半自動散弾銃の生産販売を始めた。A5はオート5のコンセプトを直接受け継ぐものとして設計され、ポルトガルのヴィアナ・ド・カステロ工場で製造されているが、ブローニング・アームズが「キネマティック・ドライブ」と称するその作動方式は、ジョン・ブローニングが発明したロングリコイル方式ではなく、ベネリ・アルミ・SpAにより普及した慣性利用方式を採用している。フィル・バージャイリーはアメリカン・ライフルマン誌に於いて「慣性利用方式の採用はオート5の原理主義者には幾らかの反発を引き起こすかもしれないが、A5はブローニングの歴代の半自動式散弾銃の長所を数多く採り入れており、オート5とベネリ製半自動散弾銃の間で揺れ動いていた米国人シューターへの一つの回答となるであろう。ジョン・ブローニング自身も1909年に登場し、無残な失敗に終わったスウェーデンのシェーグレン散弾銃の存在は認識していたはずであり、100年の時を経てその長所をも採り入れたA5の存在意義は、ジョン自身も承認するであろう。」とA5を概ね肯定的に評した。

## 設計

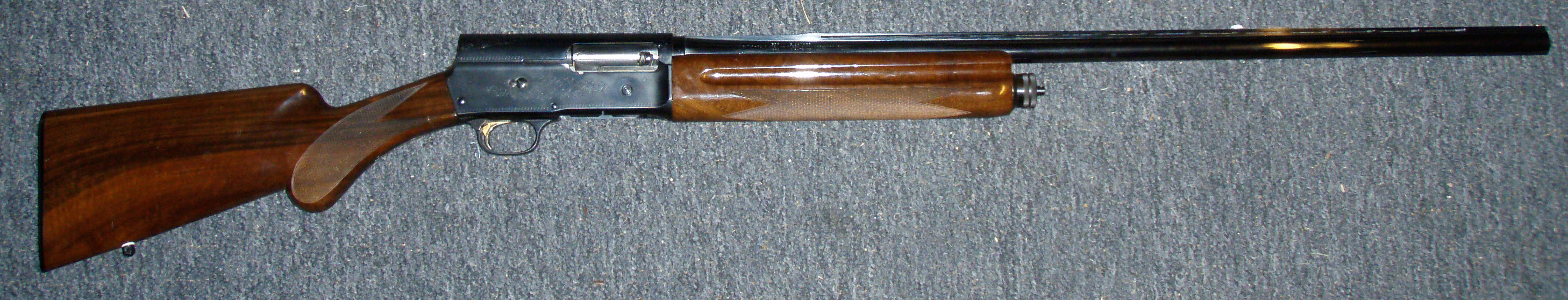
20ゲージ・マグナムのオート5（日本製）

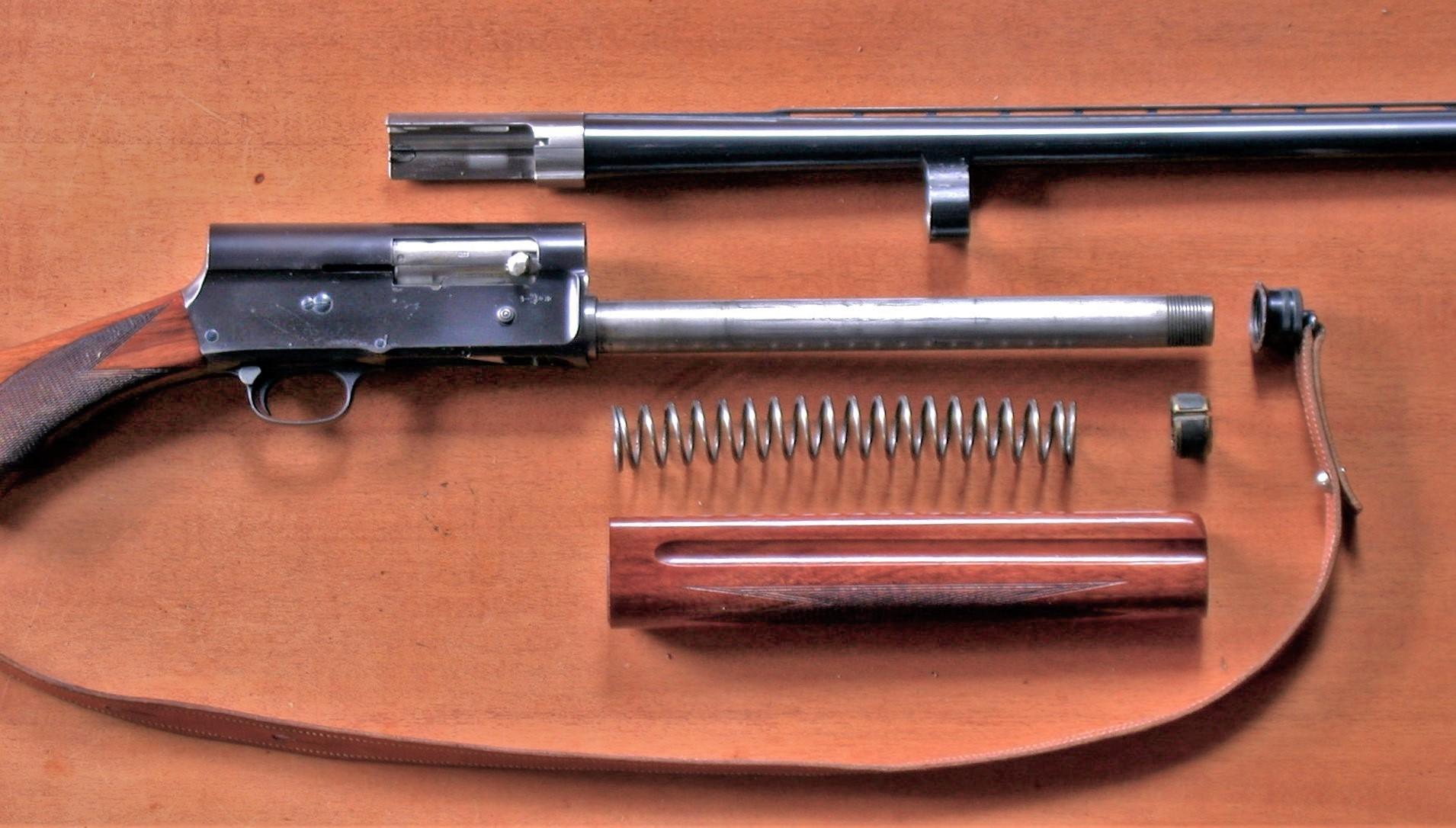
分解されたオート5

ブローニング・オート5は、反動利用式（ロングリコイル）の半自動散弾銃である。シェルは銃身下のチューブ型弾倉に格納されている。薬室に送られたシェルが発射されると、銃身がボルトと共に後退して撃鉄を再びコックしつつ後退しきる。その後、まず銃身だけが前進しボルトはホールドオープンとなり、空薬莢が銃外に排出される。弾倉にシェルが無い場合はこの状態で一連の動作は終了である。弾倉にシェルがある場合は、銃身が前進しきると同時にシェルラッチが動作して、次弾がキャリア上に飛び出してくる。このシェルがキャリアラッチ（ボルトストッパー的動作をする部品）を解除してホールドオープンされたボルトをリリースし、次弾が薬室に送られて閉鎖し、発射準備が完了する。こうしたロングリコイル式機構については、ジョン・ブローニングが1900年に初めて特許を取得している。
シェルを装填する場合、機関部下部からチューブ型弾倉へ押しこむが、戦前モデルはキャリアラッチボタンを押さないとキャリアが上に上がらないので、ボルトが閉じた状態でなければ装填できない。現在流通している多くのオート5は、ボルトの状態に関わり無く、常に下部から装填できるようになっている。しかも、弾が無くボルトがホールドオープンしている状態で下部からシェルを装填すると、自動的にボルトがリリースされて薬室にシェルが送られる。現行の半自動式散弾銃でこの構造を備えているものは少なく、旧SKB製ガスオートの一部と現行ブローニングのガスオート程度である。ブローニングは、これをスピードローディングシステム(スピードフィード・システムとも)と称している。本来の装弾数は弾倉4+薬室1発の計5連発だが、多くの国では猟銃の装弾数が狩猟に関する法令などで制限されているため、装弾数を3発（弾倉2発+薬室1発）に制限し法令に適合させるためのマガジンリミッターが用意されている。
オート5にはレシーバーの左側面に「マガジン・カットオフ」と呼ばれる機構を作動させるためのT字型の小さなレバーが取り付けられている。マガジン・カットオフを作動させるとボルトを前後に動かしても管状弾倉からの次弾装填が行われなくなるため、携行時の安全性の向上に大きく寄与した。マガジン・カットオフは急な装弾の変更にも容易に対応できる利点があり、たとえば鹿などの大型獣を追うハンターが、猟場を移動中に雉などの別の獲物を見つけた場合、予めマガジン・カットオフを作動させておく事で、薬室を開いて素早くバードショットの装弾を装填し直ちに鳥撃ちに移行する事も可能であった。
オート5以前にも反動利用式の拳銃や散弾銃は存在していたが、それらのほとんどはある一定の火薬及び弾頭重量を持つ装弾にしか対応しておらず、指定以外の装弾を使用すると回転不良を起こしたり、銃本体の破損を招いたりした。しかし、オート5の革新的な点は管状弾倉に取り付けられた銃身のリターンスプリングの先端に「フリクション・リング」と呼ばれる鋼製のリングが取り付けられている点にあった。フリクション・リングは発射圧により銃身が後退し始めた際に、「フリクション・ピース」と呼ばれる青銅製のブレーキシューに圧力を掛けて銃身の後退にブレーキをかける役割を持っている。軽装弾を用いる場合には銃身を一度テイクダウンし、フリクション・リングを前後逆にしてリターンスプリングを組み付ける事で銃身のブレーキ機構がキャンセルされ、クレー射撃向け装弾でも問題なく回転するようになるという仕組みで、仮に重装位置で軽装弾を撃った場合は回転不良を起こし、逆に軽装位置で重装弾を撃った場合は通常よりも明らかに大きすぎる反動が射手に伝わる事でフリクション・リングの組み間違いを容易に察知できた。
「ハンプバック」と呼ばれる端部が鋭く切り立ったオート5の特徴的な機関部は、銃身上部に設けられたリブと高さが平行に設計されており、その後レミントンM1100などで一般化した端部がピストルグリップに向けてなだらかに垂れ下がる機関部と比較して、射手が標的への狙いを付けやすい利点があるとされており、オート5に慣れ親しんだ世代のシューターを中心に現在も一定の支持層が存在し続けている。その為、日本のSKB M3000やイタリアのベレッタ AL390、ブローニング・シルバーなどのガス圧利用式半自動散弾銃や、ブローニングBARなどの半自動式小銃、スティーブンス M520などのポンプアクション式散弾銃において、オート5のハンプバック・デザインに類似した機関部が採用されているが、これらの銃の機関部はオート5ほどは端部の角度が切り立っていない為、ブローニング・アームズ自身はセミ・ハンプバックとも称している。
こうした機構のほとんどが19世紀末にジョン・ブローニングによる開発の際には既に確立されていた技術であり、ブローニングはオート5の発売の際に「本銃は多年に渡り研究を重ねて開発されたもので、これ以上改良も改造の余地もない、完全な自動銃である。」とまで称しており、実際に初期に販売されたオート5に後年に販売されたオート5の部品を組み込んでも何ら問題なく使用できるとされる。それだけでなく、オート5の後に本邦で開発された日本猟銃精機(フジ精機)のフジ ダイナミックオートや、SKB工業のSKB M300/M900といった銃のほか、世界各国でもイタリアのブレーダ、ソビエト連邦のトゥーラ兵器工場によるTOZ MC21-12など、反動利用式の半自動散弾銃が数多く開発されたが、その殆ど全てが何らかの形でブローニング・オート5の機構や設計を応用しているとされるのである。

### 改良
しかし、実際にはオート5はその歴史上ジョン・ブローニングの元設計から幾つかのマイナーチェンジは行われている。
機関部(レシーバー)は鋼鉄製で、銃身の長さにも依存するが、12ゲージモデルでは当初は3.1kg(20インチ銃身)から4kg(32インチ銃身)と、半自動式散弾銃としては重量がかなり重い部類に入るものであったが、1952年以降はより軽量化が施された鋼鉄製レシーバーが採用されたオート5・ライトウェイトが追加され、12ゲージモデルで3kg(26インチ銃身)から3.7kg(32インチ銃身)と、約200g前後の軽量化が図られた。ライトウェイトの追加と共に、クレー射撃トラップ射撃及びスキート射撃専用モデルもラインナップされたが、共に1971年で生産終了となっている。1969年にはサベージ社でも採用実績のあった軽合金レシーバーを採用したモデルがオート5・スーパーライトの名称で登場したが、頑丈さが重視される米国市場にはほとんど出荷されず、主にヨーロッパ市場などへの輸出に限定された。オート5・スーパーライトは、鋼鉄製のオート5・ライトウェイトよりも更に10オンス(280g)以上軽く、日本ではスーパーライト登場以降は国内販売されるオート5の多くが軽合金モデルとなっていったが、オート5の鋼鉄製レシーバーモデルは軽合金モデルと比較して本質的に耐久性や信頼性に優れている面や、深彫りの彫刻を施しやすいなどの長所があり、外部仕上げの面でも俗にシルバー・グレイとも呼ばれる窒化処理が施された上位モデルや、俗に金ブロとも呼ばれる黒染めをベースに金象嵌が施された最高級モデルが存在しており、鋼鉄モデルは米国のみならず、日本国内においても主に年配層を中心に軽合金モデルよりも遙かにコレクタブルな価値が認められたものとされている。
12ゲージモデルの薬室長は登場当初から2 3/4インチ(2.75インチ、70mm)が堅持されていたが、1958年になって3インチマグナム装弾対応モデルが追加された。1936年にオート5・スウィートシックスティーンの名称で追加された16ゲージモデルは、当初は2 9/16インチ(2.5625インチ、65mm)という非常に特殊な薬室長を持っていたが、元よりハンドロードでしか装弾が入手できない不便さから、1952年にFNハースタルで生産再開された際には工場装弾が入手可能な2 3/4インチ薬室に変更された。米国では戦前より16ゲージモデルが軽量モデルとして広く普及していたことから、今日より一般的な20ゲージモデルの登場は遅く、1958年になってからオート5・ライトトゥエルブの名称で、スピードローディングシステムと共に追加された。
オート5の安全装置は、当初より逆鈎を兼ねた引金を固定する構造が維持されているが、その配置は年式により3段階に変化した。1900年の登場当初はM1ガーランドやスプリングフィールドM14に似た、用心金の内側、引金の直前に安全栓が配置されたもの(タイプ1安全装置)であったが、スーサイド・セーフティとも渾名されたそのデザインは早くも1904年には用心金の外側前方にスライド式の安全栓が配置されるタイプ2安全装置に改められた。ブローニングはタイプ1が装備された最初期モデルの多くをタイプ2の部品に取り替えた為、タイプ1安全装置のまま現存するオート5は非常に少ないとされる。そのタイプ2安全装置も、1946年にレミントンでアメリカン・ブローニングの生産が始まった際にモデル11と同じクロスボルト式安全装置に置き換えられ、1952年以降FNハースタルでの製造が再開された際にもそのまま引き継がれることになった。
オート5の構造そのものの改良ではないが、潤滑油の進歩をオート5の進歩の一つとして捉える研究者も複数存在している。ランディ・ウェイクマンはジョン・ブローニングがオート5を設計した当時、フリクション・リングの潤滑にエンジンオイルの塗布を推奨していたという説を紹介した上で、オート5の8年後に登場するフォード・モデルT程度の水準のガソリンエンジンの潤滑しか想定していなかった鉱油ベースの30W粘度のエンジンオイルよりも、現代のエンジンオイルは遙かに優れている為、これらを用いる事でオート5の銃身後退に伴う反動の軽減に役立つであろうと記述している。ブレッド・ローデンバーグも同様の説を支持しており、ランディ・ウェイクマンは市井に出回る中古品のオート5の多くは鋼製フリクション・リングや青銅製フリクション・ピースが誤って組み付けられており、これらを規定通りに設定して良質な潤滑油を用いる事で、オート5の反動はガス圧作動方式の半自動散弾銃に匹敵するものになりうるだろうとも記述している。

### 欠点
しかし、このような改良を経てもオート5は本質的に克服できない欠点を抱えていた。ランディ・ウェイクマンが記述するところによると、フリクション・リングシステムは画期的な機構ではあったが、少なからぬ数の米国人はその正しい組み付け方を最後まで理解できず、射撃と共に強烈な反動を洗礼として浴びることとなった。オート5の先台は軽量に作られており、フリクション・リングの不適切な設定に伴う過度の反動は、しばしば先台の破損という問題を呈し、こうした点を忌避する顧客層は1963年以降、レミントンM1100を始めとするガスオートへと急速に流出していった。また、ジョン・ブローニングが当初に開発したオート5の構造が、余りにも緻密なバランスの元に完成されたものであったが故に、後年になって登場したマグナム装弾への対応は容易成らざるものとなり、3 1/2インチの散弾実包にはついには対応できず、アルミ合金や樹脂といった軽量で低コストな材料への転換も難航し、最終的に製造コストの高さがネックとなってオート5の商品寿命は終焉へと至る事になったという。

## 後継・派生商品
ブローニング・アームズはオート5を製造する傍らで様々な半自動式散弾銃を開発し、市場に投入したが、オート5の完成度が余りにも高すぎた為にガス圧作動方式の開発では遅れを取り、日本製のゴールドの登場までは北米市場では苦戦を強いられる事となった。
- ブローニング・ダブルオート（英語版） - 1955-1971年[48]。オート5の設計を下敷きに、ショートリコイル方式の自動3連銃とした猟銃。機関部の左側に装填口がある事が特徴。総生産数約67,000挺。ヴァル・ブローニングによる開発であるが、その価格はオート5よりも高額であり販売数は伸び悩んだ。
- ブローニング・B-2000 - 1973-1980年[49]。ダブルオートの後継で、管状弾倉の先端にガスピストンを備えたガス圧利用方式を採用した自動4連銃。オート5のハンプバック・デザインを踏襲したブローニング初のガスオートであったが、総生産数は約115,000挺に留まり、商業的には失敗作であるとされた[50]。
- ブローニング・B-80 - 1981-1988年[51]。B-2000の後継で、オート5のハンプバック・デザインを踏襲したガスオートであるが、その実態はベレッタ A302ガスオートのOEM供給品であったとも云われており、銃身についてはA302と完全な互換性があったという[52]。
- ブローニング・A-500 - 1987年-1993年[53]。そこそこの成功を収めたものの、ベレッタの模倣と称されたB-80を置き換える目的でFNハースタルで新開発されたショートリコイル方式の半自動散弾銃。オート5の不便な点であったフリクション・リングを廃し、無調整で2 3/4インチ及び3インチマグナムまで使用できるという触れ込みで、B-80のみならずオート5の更新も狙った意欲作であったが、市場の評判は芳しくなく、1990年に「A-500をベースにガス圧作動方式とした」A-500Gが追加され[54]、従来のショートリコイル方式モデルはA-500Rとして併売される迷走をした挙げ句、1993年に共に生産中止になるという顛末を辿り、「ブローニングのエドセル」と云われる程の大失敗となってしまった[55]。
- ブローニング・ゴールド - 1993年-現在[56]。日本のミロクで開発され、一部はベルギーやポルトガルでも分担製造されたガスオート。自己洗浄機能と共に反動軽減機能をも備えた「アクティブ・バルブ」ガスピストンを備え、A-500シリーズの壊滅的な失敗で信頼を失っていた米国市場でも高い評価を得て、汚名返上を果たした[57]。
  - ブローニング・シルバー - 2006年-現在[56]。ゴールドをベースに、機関部形状をセミ・ハンプバックとしたモデル。
- ブローニング・マキシス - 2009年-現在[56]。FNハースタルで開発されたガスオート。「パワードライブ・ガスシステム」と呼ばれる新型のガスピストンを採用し、反動の軽減と共に高速な作動を実現している。